# ایگناسیو کیروس
ایگناسیو کیروس (اسپانیایی: Ignacio Quirós‎؛ ‏ ۱۹۳۱ – دسامبر ۱۹۹۹) بازیگر اهل آرژانتین بود.
از فیلم‌ها یا برنامه‌های تلویزیونی که وی در آن نقش داشته‌است، می‌توان به جایی که باد می‌میرد، همیشه خندان، نیوجرسی و بیانکا اشاره کرد.